# Sound and Diversity
Sound and Diversity är det svenska emobandet Leiahs tredje och sista studioalbum, utgivet 2002 på Background Beat.

## Låtlista
1. "Tiglio"
2. "Cover Discover"
3. "Untittled"
4. "Hi Lo Tuning"
5. "Etelna Etelna"
6. "Adaptor"
7. "Balthazar"
8. "And Off We Go"
9. "Untitled" (bonuslåt på promotionutgåvan)

### Fotnoter
1. ↑  ”Sound and Diversity”. Discogs.com. http://www.discogs.com/Leiah-Surrounded-By-Seasons/release/2386684. Läst 3 april 2012.